# Рептація

Рептація — рух довгих лінійних, переплутаних макромолекул аморфного полімеру.

Рептацією називають тепловий рух довгих лінійних, сплутаних макромолекул у розплаві полімеру. Термін споріднений зі словом рептилія, вважається, що рух сплутаних полімерних ланцюжків схожий на переповзання змій у клубку.  Концепцію рептації запровадив  у фізику полімерів П'єр-Жиль де Жен у 1971 році, щоб пояснити залежність рухливості макромолекул від їхньої довжини. Рептація є тим механізмом, яким пояснюється в'язка пластичність аморфних полімерів. Надалі концепцію рептації уточнили Сем Едвардс та Дой Масао. Схожі явища властиві також білкам.
З репацією зв'язані дві споріднені концепції: рептонів та переплетення. Рептоном називають рухливу точку в комірці ґратки зі зв'язками. Переплетення означає топологічні обмеження на рух з боку інших ланцюжків.

## Теорія та механізм
Теорія рептації описує вплив переплетення полімерних ланцюжків на залежність часу релаксації від молекулярної маси, тобто в'язкість полімеру в граничному випадку нульового зсуву.  Теорія передбачає пропорційність часу реалаксації τ в переплутаних системах  кубу молекулярної маси  M: {\displaystyle \tau \propto M^{3}}. Це розумне наближення до експериментальної залежності {\displaystyle \tau \propto M^{3,4}}.
Аргументи, що стоять за цим передбаченням відносно прості. Припускається, що кожен полімерний ланцюжок займає трубку довжини  L, через яку він може переміщатися змійкою, створюючи при своєму рухові нові секції трубки. Більш того, розглядаючи часи, порівнянні з τ, можна зосередитися на рухові полімерного ланцюжка в цілому.   Мобільність трубки визначається як 
 μtube= v/f,
де  v — швидкість, яку ланцюжок набуває під дією сили  f.    μ tube  обернено пропорційна ступеню полімеризації, а отже молекулярній масі ланцюжка.
Коефіцієнт дифузії ланцюжка через трубку можна записати як:
 Dtube=kBT μtube.
Пригадуючи, що одновимірне середньоквадратичне зміщення, зумовлене броунівським рухом, задається формулою 
s(t)2 = 2Dtube t,
отримуємо 
s(t)2=2kBT μtube t.
Час, необхідний для того, щоб полімер змістився на свою довжину, дорівнює
t =L2/(2kBT μtube).
Цей час сумірний з часом релаксації, тому τ~L2/μtube. Оскільки довжина трубки  пропорційна ступеню полімеризації, а μtube обернено пропорційна ступеню полімеризації, тому  τ~(DPn)3  (отже τ~M3).
Окреслений аналіз показує, що молекулярна маса дуже сильно впливає на час релаксації в системі переплутаних полімерів.  Ситуація докорінно інша  у випадку непереплутаних ланцюжків, де час релаксації пропорційний молекулярній масі. Таку сильну зміну можна зрозуміти, виходячи з того, що зі збільшенням молекулярної маси сильно збільшується число заплутаних місць, що зменшують рухливість. Збільшення часу релаксації може призвести до в'язко-пружної поведінки, яку нерідко спостерігають у розплавах полімерів. 

## Моделі

Модель клубків модепює довгі полімерні ланцюжки, переплетені подекуди з іншими полімерами. Світлокоричнева лінія ілюструє полімер. Місця, де він затиснутий переплетеннями з іншими полімерами, показано червоним. Чорні лінії умовно позначають інші полімери, завдяки яким виникають переплетення.

Модель трубки, що ілюструє одновимірну рухливість полімерного ланцюжка через вузькі місця.

Для переплутаних полімерів встановлюють  характерну внутрішню довжину — відстань між сусідніми переплетіннями {\displaystyle M_{e}}, виражену в одиницях молекулярної маси.
В місцях переплетіння з іншими полімерами рух ланцюжка зводиться до одновимірного руху через тоненьку віртуальну трубку. Не розриваючи ланцюжка, його можна тільки протягнути або змусити протекти через перепону.  Рептацією називають саме це протягування через перепону.
Модель клубків розглядає полімерний ланцюжок складається з {\displaystyle n} відрізків довжиною {\displaystyle l}. В деяких місцях, через переплетення з іншими полімерами, він затиснутий. На відтинках між переплетеннями полімер вільний, близький до ідеального ланцюжка, а тому згортається у клубки. Припускається, що відрізок між переплетеннями має {\displaystyle n_{e}} довжин Куна. Математика випадкових блукань визначає, що відстань між кінцями відрізка полімеру з  {\displaystyle n_{e}} довжин Куна дорівнює {\displaystyle d=l{\sqrt {n_{e}}}}. Полімер завдовжки {\displaystyle n} довжин Куна містить  {\displaystyle A} незаплутаних, згорнутих у клубки, відрізків:
{\displaystyle A={\dfrac {n}{n_{e}}}.}
Тоді повна відстань {\displaystyle L} між кінцями ланцюжка :
{\displaystyle L=Ad={\dfrac {nl{\sqrt {n_{e}}}}{n_{e}}}={\dfrac {nl}{\sqrt {n_{e}}}}.}
Це середня довжина, на яку полімер повинен продифундувати, щоб вивільнитися з конкретної трубки, тож характерний час цього процесу можна розрахувати з рівняння дифузії. Типовий розрахунок дає для часу рептації {\displaystyle t}:
{\displaystyle t={\dfrac {l^{2}n^{3}\mu }{n_{e}kT}}}
де {\displaystyle \mu } — коефіцієнт тертя конкретного полімерного ланцюжка, {\displaystyle k} — стала Больцмана, а {\displaystyle T} — абсолютна температура.
Лінійні макромолекули рептують, якщо їхня молекулярна маса {\displaystyle M} перевищує {\displaystyle M_{e}} принаймні в десять разів. З полімерами, для яких {\displaystyle M<10M_{e}}, рептація не відбувається, тож  {\displaystyle 10M_{e}} є точкою динамічного фазового переходу.
Завдяки рептації коефіцієнт самодифузії та час конформаційної релаксації макромолекули залежать від їхньої довжини як as {\displaystyle M^{-2}} та {\displaystyle M^{3}}, відповідно

.   
Умови існування рептації в термічному русі макромолекул складної будови  (з розгалуженнями, зірками, гребінцями тощо) ще не встановлено.
Динаміка коротших ланцюжків або довгих ланцюжків протягом коротких відрізків часу зазвичай описується моделлю Рауза.

## Виноски
1. ↑  Rubinstein, Michael (March 2008). Dynamics of Entangled Polymers. Pierre-Gilles de Gennes Symposium. New Orleans, LA: American Physical Society. Процитовано 6 квітня 2015.
2. ↑  De Gennes, P. G. (1983). Entangled polymers. Physics Today. American Institute of Physics. 36 (6): 33—31. Bibcode:1983PhT....36f..33D. doi:10.1063/1.2915700. A theory based on the snake-like motion by which chains of  monomers move in the melt is enhancing our understanding of rheology, diffusion, polymer-polymer  welding, chemical kinetics and  biotechnology
3. ↑  De Gennes, P. G. (1971). Reptation of a Polymer Chain in the Presence of Fixed Obstacles. The Journal of Chemical Physics. American Institute of Physics. 55 (2): 572—571. Bibcode:1971JChPh..55..572D. doi:10.1063/1.1675789.
4. ↑  Samuel Edwards: Boltzmann Medallist 1995, IUPAP Commission on Statistical Physics, архів оригіналу за 17 жовтня 2013, процитовано 20 лютого 2013
5. ↑  Doi, M.; Edwards, S. F. (1978). Dynamics of concentrated polymer systems. Part 1.?Brownian motion in the equilibrium state. Journal of the Chemical Society, Faraday Transactions 2. 74: 1789. doi:10.1039/f29787401789.
6. ↑  Bu, Z; Cook, J; Callaway, D. J. (2001). Dynamic regimes and correlated structural dynamics in native and denatured alpha-lactalbumin. Journal of Molecular Biology. 312 (4): 865—73. doi:10.1006/jmbi.2001.5006. PMID 11575938.
7. ↑  Barkema, G. T.; Panja, D.; Van Leeuwen, J. M. J. (2011). Structural modes of a polymer in the repton model. The Journal of Chemical Physics. 134 (15): 154901. doi:10.1063/1.3580287. PMID 21513412.
8. ↑  Rubinstein, M. (1987). Discretized model of entangled-polymer dynamics. Physical Review Letters. 59 (17): 1946—1949. Bibcode:1987PhRvL..59.1946R. doi:10.1103/PhysRevLett.59.1946. PMID 10035375.
9. ↑  McLeish, T. C. B. (2002). Tube theory of entangled polymer dynamics. Advances in Physics. 51 (6): 1379. doi:10.1080/00018730210153216.
10. ↑  Berry, G. C.; Fox, T. G. (1968). The viscosity of polymers and their concentrated solutions. Fortschritte der Hochpolymeren-Forschung. Advances in Polymer Science. Т. 5/3. Springer Berlin Heidelberg. с. 261. doi:10.1007/BFb0050985. ISBN 3-540-04032-3.
11. ↑  Pokrovskii, V. N. (2010). The Mesoscopic Theory of Polymer Dynamics. Springer Series in Chemical Physics. 95. doi:10.1007/978-90-481-2231-8. ISBN 978-90-481-2230-1.
12. ↑  Edwards, S. F. (1967). The statistical mechanics of polymerized material (PDF). Proceedings of the Physical Society. 92: 9. doi:10.1088/0370-1328/92/1/303.[недоступне посилання з квітня 2019]
13. ↑  Duhamel, J.; Yekta, A.; Winnik, M. A.; Jao, T. C.; Mishra, M. K.; Rubin, I. D. (1993). A blob model to study polymer chain dynamics in solution. The Journal of Physical Chemistry. 97 (51): 13708. doi:10.1021/j100153a046.
14. ↑  Pokrovskii, V. N. (2006). A justification of the reptation-tube dynamics of a linear macromolecule in the mesoscopic approach. Physica A: Statistical Mechanics and its Applications. 366: 88—27. Bibcode:2006PhyA..366...88P. doi:10.1016/j.physa.2005.10.028.
15. ↑  Pokrovskii, V. N. (2008). Reptation and diffusive modes of motion of linear macromolecules. Journal of Experimental and Theoretical Physics. 106 (3): 604—607. doi:10.1134/S1063776108030205.